# Denis William Brogan
Sir Denis William Brogan (* 11. August 1900 in Glasgow, Schottland; † 5. Januar 1974) war ein britischer Schriftsteller und Historiker.

## Leben
Brogan studierte in Glasgow, Oxford und Harvard und wurde 1934 Mitglied der Akademie der Corpus Christi College (Oxford). Von 1939 bis 1968 war er Professor der Politikwissenschaft in Cambridge. 1963 wurde er von Königin Elisabeth II. zum Ritter geschlagen. 1955 wurde er Mitglied (Fellow) der British Academy. 1966 wurde er in die American Academy of Arts and Sciences und 1971 in die American Philosophical Society gewählt.
Große Bekanntheit unter der britischen Bevölkerung erlangte Brogan als Interpret der amerikanischen Geschichte und Politik.
Er war Bruder des Journalisten Colm Brogan, verheiratet mit der Archäologin Olwen Brogan und Vater des Historikers Hugh Brogan.

## Werke
- Politische Kultur. Betrachtungen über ihren praktischen Wert. (New York, Overseas Edition, 1945)
- Der amerikanische Charakter. (Stuttgart – Mittelbach 1946; Übersetzung von Hans Georg Müller-Payer)
- Die amerikanische Politik. Verfassung, Staatsleben und politisches System der Vereinigten Staaten. (A. J. Walter Verlag, Stuttgart – Wien – Zürich 1956)